# Mark Amerika
Mark Amerika (Miami, Florida, 1960) es un artista americano de la Red, novelista, teórico y profesor de arte en la Universidad de Colorado. Se ha dedicado la mayor parte de su vida explorando las posibilidades del internet y como la comunicación virtual y la realidad interactúan entre sí a partir del 1990. Es conocido como el pionero del estudio virtual, creatividad y comunicación del mismo.

## Vida
Mark viajaba por el mundo para exponer y dar conferencias, por lo que en el verano del 2001 dio su primera retrospectiva de net art, celebrándose en el ACA Media Arts Plaza en Tokio, Japón, y se llamó “Avant-Pop: The Stories of Mark Amerika (an Internet art retrospective)”. La retrospectiva en Europa (1993-2001) de net art se realizó en dos exposiciones en el Instituto de Arte Contemporáneo de Londres, titulándose “How to be an internet artist”. Las dos retrospectivas más recientes que ha tenido fue en 2004, una en Ciberart Bilbao en España, y otra en el Festival Internacional de Linguagem Electronica en la Gallerie do SESI en Sao Paulo, Brasil.
A mediados de los años noventa, Amerika fue becado en Escritura Creativa y como conferencista de publicación en la red e hipertexto en la Universidad Brown, donde desarrolló su proyecto de net art. Principalmente iba a ser una novela que se publicó un extracto en la antología Avant-Pop de Penguin USA, titulada After Yesterday´s Crash, pero Amerika ya estaba creando una obra en la que las historias se entrelazarían en forma de hipertexto entre sí. En ese entonces había recibido más de un millón de visitas, siendo elogiado por revistas del medio como The New York Times, MSNBC, Time, Die Zeit, Weird, The Village Voice y Salon. “GRAMMATRON se ha exhibido en más de 40 lugares internacionales, incluido el Festival Ars Electronica, el Simposio Internacional de Arte Electrónico, SIGGRAPH 1998, el espectáculo "Más allá de la interfaz" de Museums On The Web, el Festival de Artes de Adelaide, la Bienal Internacional de Cine y Arquitectura de Graz.”

## Obra
En el año 2000, GRAMMATRON fue seleccionada como una de las primeras obras de arte en Internet expuestas en la prestigiosa Bienal de Arte Americano de Whitney.
Su segundo proyecto fue PHON: E: ME, un álbum conceptual en mp3 creado por Amerika y Erik Belgum, que incluían notas encargadas por el Walker Art Center, el Consejo de Australia para el Fondo de Nuevos Medios de Artes y la fundación Jerome. “El proyecto PHONE: ME, que fue nominado para un Premio Webby de la Academia Internacional de Artes y Ciencias Digitales en la categoría de Arte, se ha exhibido internacionalmente en lugares como SIGGRAPH 2000, el 13 ° festival Videobrasil en Sao Paulo, el Festival Zeppelin Sound en el Centro de Cultura Contemporánea de Barcelona, y en el Centro Georges Pompidou como parte de la exposición itinerante "Vamos a entretener".
El tercer trabajo de su trilogía de net art se titula FILMTEXT. Tiene diversas formas de ver su trabajo: el sitio web de la obra net art, una narración digital entre lineal e hipertextual, una instalación de museo, un álbum mp3, un libro electrónico de arte y presentaciones en vivo. En esta obra se habla sobre cuestiones de las páginas webs y su función textual comparada al de un film. Tuvo dos versiones: la primera fue encargada por PlayStation 2 en el Instituto de Arte Contemporáneo de Londres, y su versión 2.0 se presentó junto a su exposición en SIGGRAPH 2002 en San Antonio.
En 2009, Amerika publicó su último proyecto de net art titulado como Immobilité, considerada como la primera película largometraje de arte realizada con un teléfono móvil. El mismo artista pone en cuestión el futuro del cine y en qué se puede convertir. La película la describen de esta manera en el sitio web del proyecto: “A story about a future world where the dream of living in utopia can only be sustained by a nomadic tribe of artists and intellectuals”.
La primera vez que se proyecto su película fue en el programa de otoño de 2008 en el Tate Modern y estuvo programado en 2009 para exposiciones individuales en Nueva York y Atenas, Grecia.
En 2009 y 2010, el Museo Nacional de Arte Contemporáneo de Atenas, Grecia, presentó la exposición de Amerika titulada UNREALTIME, que incluyeron sus obras de net art GRAMMATRON y FILMTEXT, así como su largometraje Immobilité.
En 2012 también publicó su narrativa transmedia Museum of Glitch Aesthetics (MOGA), una obra de la red multiplataforma que fue encargada por Abandon Normal Devices junto con los Juegos Olímpicos de Londres 2012. Con el tiempo, el proyecto MOGA, se entremezclo con trabajo artístico visual que Amerika hizo en su exposición individual del 2013 llamada “Glitch” en la Galería de Arte en la Universidad de Hawái. En 2017, por un reconocimiento de arte digital, presentó su exhibición “Glitch Mix: not an error” en La Habana, Cuba en el Estudio Figueroa-Vives y la Embajada de Noruega en Cuba.
Amerika no solo es conocido por sus trabajos artísticos, sino también por sus escritos: “Es autor de muchos libros, incluidos remixthebook (University of Minnesota Press, 2011 y remixthebook.com), META / DATA: A Digital Poetics (The MIT Press, 2007) y remixthecontext (Routledge, 2018). Sus novelas incluyen The Kafka Chronicles (University of Alabama Press / FC2, 1993), Sexual Blood (University of Alabama Press / FC2, 1995) y 29 Inches (Chiasmus Press, 2007).”